# Sax Rohmer
Arthur Henry Ward (15 de febrero de 1883-1 de junio de 1959), más conocido como Sax Rohmer, fue un prolífico novelista inglés. Es recordado sobre todo por su serie de novelas protagonizadas por el maestro del crimen Dr. Fu Manchu.

## Vida y obra
Nacido en Birmingham, Rohmer tuvo una educación típica de la clase obrera y empezó a trabajar antes de dedicarse a escribir. Su primera obra, el relato corto The Mysterious Mummy, fue publicada en 1903 en Pearson's Weekly. Empezó a ganarse la vida como escritor creando números cómicos para espectáculos de variedades y relatos cortos y seriales para revistas. En 1909 se casó con Rose Knox. 
Publicó su primera novela Pause! de manera anónima en 1910 y su primera historia de Fu Manchu, The Mystery of Dr. Fu Manchu, fue serializada entre 1912 y 1913. Obtuvo un éxito inmediato con la historia de ritmo trepidante de Sir Denis Nayland Smith y el Dr. Petrie enfrentándose a la conspiración mundial del "Peligro Amarillo".
Las historias de Fu Manchu, además de las protagonizadas por Gaston Max o Morris Klaw, hicieron a Rohmer uno de los escritores de más éxito y mejor pagados de las décadas de los 20 y los 30, aunque el autor nunca supo administrar su fortuna. Después de la Segunda Guerra Mundial se trasladó con su familia a Nueva York, y más tarde a Londres, donde falleció en 1959 a causa de la gripe asiática poco después de su llegada.